# Historia natural de los cuentos de miedo
La Historia natural de los cuentos de miedo es una obra del psiquiatra, ensayista y traductor español Rafael Llopis, considerada el primer estudio sistemático sobre la literatura de terror publicado en España. La primera edición apareció a mediados de los años setenta del pasado siglo, con el título de Esbozo de una historia natural de los cuentos de miedo, y se ha reeditado en 2013.
Fue el intento más riguroso por compendiar la narrativa de terror: «Sin la labor de su autor, Rafael Llopis, y de unos pocos críticos y traductores, especialmente Francisco Torres Oliver y José Luis Guarner, nuestra educación literaria y sentimental hubiera sido otra».
La reedición de 2013 incluye una revisión exhaustiva del autor, así como diversas actualizaciones a cargo de José Luis Fernández Arellano, filólogo y escritor del género.

Lo primero que el hombre conoció de la muerte, o, mejor dicho, de los muertos, fue el terror. El cadáver, hasta entonces persona normal, familiar y tranquilizadora, se ha convertido de pronto en un ser completamente diferente, terrible e incomprensible, ajeno al orden normal de las cosas, perteneciente en cambio al reino del mysterium tremendum, de lo numinoso; es decir, se ha convertido en un demonio.
 Para protegerse de él, el hombre más primitivo levanta el campamento y toda la tribu huye del paraje donde queda abandonado el cadáver. El menos primitivo lo entierra y coloca encima una pesada losa para que no escape. El hombre moderno niega la existencia de la vida de ultratumba.
"Un ensayo: el cuento de terror y el instinto de la muerte", págs. 13-25 de la Historia natural de los cuentos de miedo.

## Contenido
El libro se abre con un prólogo (págs. 11-12), a cargo de Rafael Llopis, en el cual el estudioso expone sus puntos de vista sobre el género terrorífico, así como los motivos y características de la reedición de la obra.
Sigue con el ensayo titulado El cuento de terror y el instinto de la muerte, texto que ya apareció en el libro Literatura Fantástica (Siruela, 1985) junto a otros de Jorge Luis Borges, Italo Calvino y Carlos García Gual. Este ensayo recoge la concepción profunda del autor acerca del terror literario, demostrativo, según él, del instinto de muerte del ser humano, pero en el sentido, no de tendencia a la muerte que sostenía Freud, sino de tendencia al Más Allá.

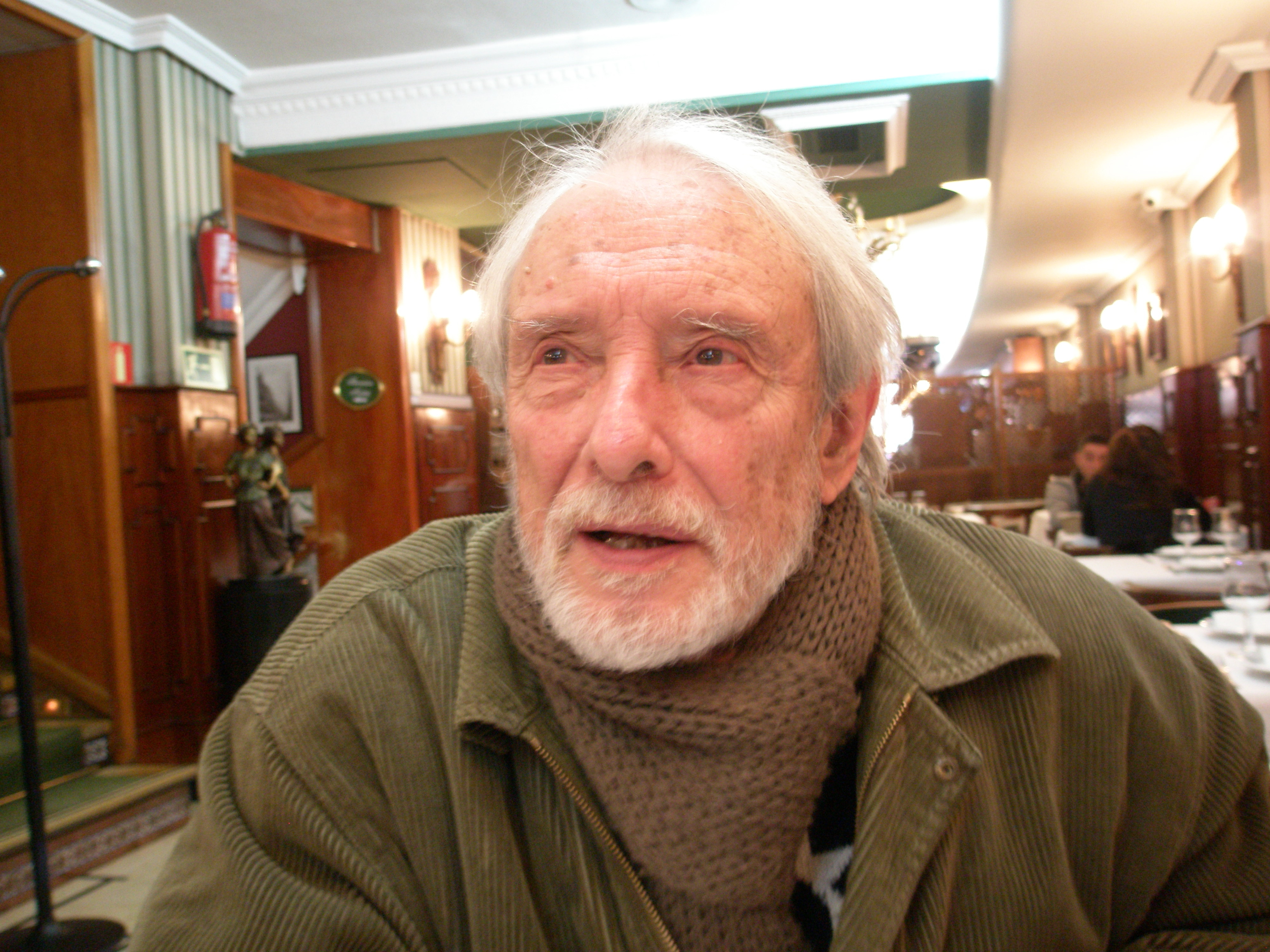
Rafael Llopis, en enero de 2014.

El cuerpo principal del libro lo integran 54 capítulos numerados (págs. 27-290). El primero se titula "Los orígenes" («Suele decirse –y con motivo– que la literatura de terror como género es hija del racionalismo»), y los siguientes repasan por orden cronológico los distintos exponentes de la novela gótica, así como a los autores románticos de las distintas nacionalidades.
Se dedica especial atención seguidamente a las ramificaciones del terror en España, con un capítulo incluso consagrado al pintor Francisco de Goya (caps. 10-14). Aparecen seguidamente los norteamericanos, con Edgar Allan Poe a la cabeza (caps. 15-17). La obra profundiza a continuación en los principales escritores de fantasmas victorianos (caps. 18-25). Se aplica después al período de decadencia del cuento de miedo (cap. 26) y a la transformación decisiva, iniciada por autores señeros como Arthur Machen y Lord Dunsany, y culminada apoteósicamente por H. P. Lovecraft (caps. 27-37). Se recogen seguidamente las distintas variedades surgidas a partir de Lovecraft y seguidores (caps. 38-42).
Los capítulos 43 a 45 tratan de le fantastique en Francia y Bélgica. Del 46 al 48 se enfocan en el cuento de miedo y fantástico en España e Hispanoamérica en la época moderna. El 49 se titula "Otros países". Los capítulos 50 al 53 estudian la intensa transformación operada en el género en el siglo XX, que dio lugar a las distintas tendencias que dominan hoy en día, desde el gran auge de la ciencia ficción en que desemboca todo lo gótico, a lo que Llopis denomina las variantes "neoterroríficas", "infraterroríficas" (el gore y similares), etc. El capítulo 54 y final se titula "Recapitulación y perspectivas".
La siguiente sección (págs. 291-314) la integran los apéndices, a cargo de Llopis, dedicados al terror extraliterario: en el cine, en la música, en el cómic y en los juegos. Y las últimas 65 páginas del libro (de la 315 a la 380) recogen la aportación de José Luis Fernández Arellano, quien se encarga de la actualización de contenidos desde el año de la primera edición de la obra, 1974, hasta 2013: 1. La literatura de terror en el mundo anglosajón. 2. En España, y 3. En Hispanoamérica. Y finalmente, al igual que Llopis, Fernández Arellano dedica apéndices al terror en el cine, en la música, en el cómic, en los juegos, y por último, una breve reseña sobre el terror en Internet, con que concluye la obra.